# Sistotrema hypogaeum
Sistotrema hypogaeum är en svampart som beskrevs av Warcup & P.H.B. Talbot 1962. Sistotrema hypogaeum ingår i släktet Sistotrema och familjen Hydnaceae.   Inga underarter finns listade i Catalogue of Life.